# کارخانه اورت بوئینگ
کارخانه اورت بوئینگ، (به انگلیسی: Boeing Everett Factory) کارخانه مونتاژ و تولید هواپیماهای شرکت بوئینگ است، که در شهر اورت، واشینگتن و در شمال شرقی پایگاه هوایی پین مستقر می‌باشد. پروژه ساخت فاز نخست از این مجتمع صنعتی در سال ۱۹۶۶ تکمیل شد، که عملیات ساخت هواپیماهای بوئینگ ۷۴۷ در این بخش قرار داشت. شرکت بوئینگ بلافاصله سفارش ساخت ۲۵ فروند بوئینگ ۷۴۷ را به ارزش ۵۲۵ میلیون دلار، با خطوط هوایی سراسری آمریکا منعقد کرد. امروزه کارخانه اورت بوئینگ، بزرگترین مجموعه ساختمانی جهان، بر پایه فضای اشغال شده می‌باشد، که در آن هواپیماهای بوئینگ ۷۴۷، بوئینگ ۷۶۷، بوئینگ ۷۷۷ و بوئینگ ۷۸۷ دریم‌لاینر را تولید و مونتاژ می‌نماید.
در فهرست عظیم‌ترین ساختمان‌های جهان، نام کارخانه اورت بویینگ با مساحت ۹۸٫۷ جریب فرنگی (۳۹٫۹ هکتار) در رتبه نخست قرار دارد. بویینگ از سال ۱۹۴۳ در اورت حضور داشته‌است که این مقطع، دوران مصادف با جنگ جهانی دوم می‌باشد. در سال ۱۹۶۶ شرکت بویینگ قراردادی به ارزش ۵۲۵ میلیون دلار با پان امریکن ورلد ایرویز برای ساخت ۲۵ هواپیما به امضا رساند. در همان مقطع، این شرکت به منظور گسترش محیط کارخانه‌ها، ۷۸۰ جریب فرنگی (۳۲۰ هکتار) زمین در شمال پایگاه هوایی پین (امروزی) خریداری کرد. این زمین‌ها در طول جنگ جهانی دوم توسط ارتش ایالات متحده اداره می‌گردید. ۴ ماه پس از ورود اولین کارگران برای شروع ساخت هواپیماهای ۷۴۷، کارخانه به‌طور رسمی در اول مه ۱۹۶۷ افتتاح شد.

## نگارخانه

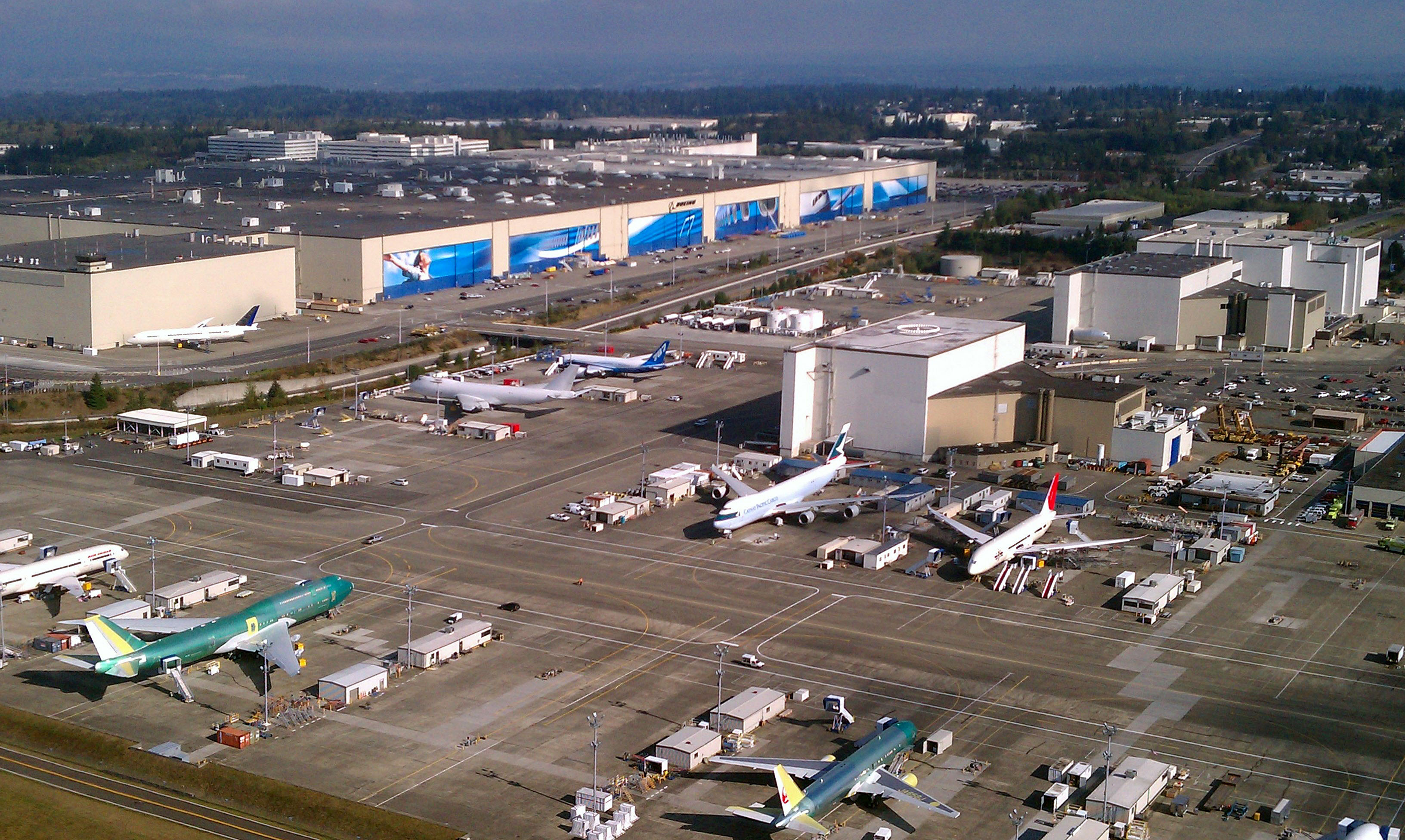
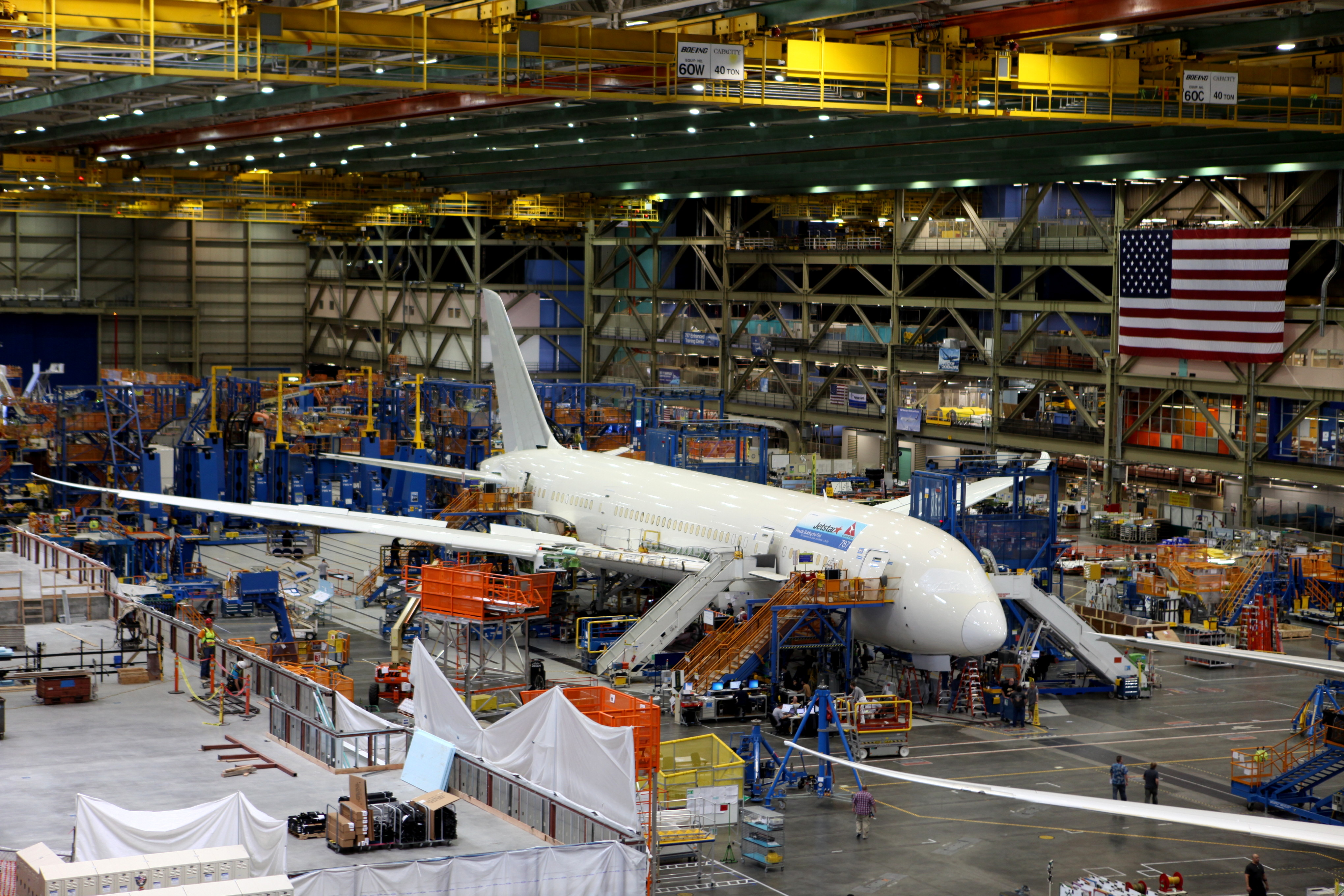
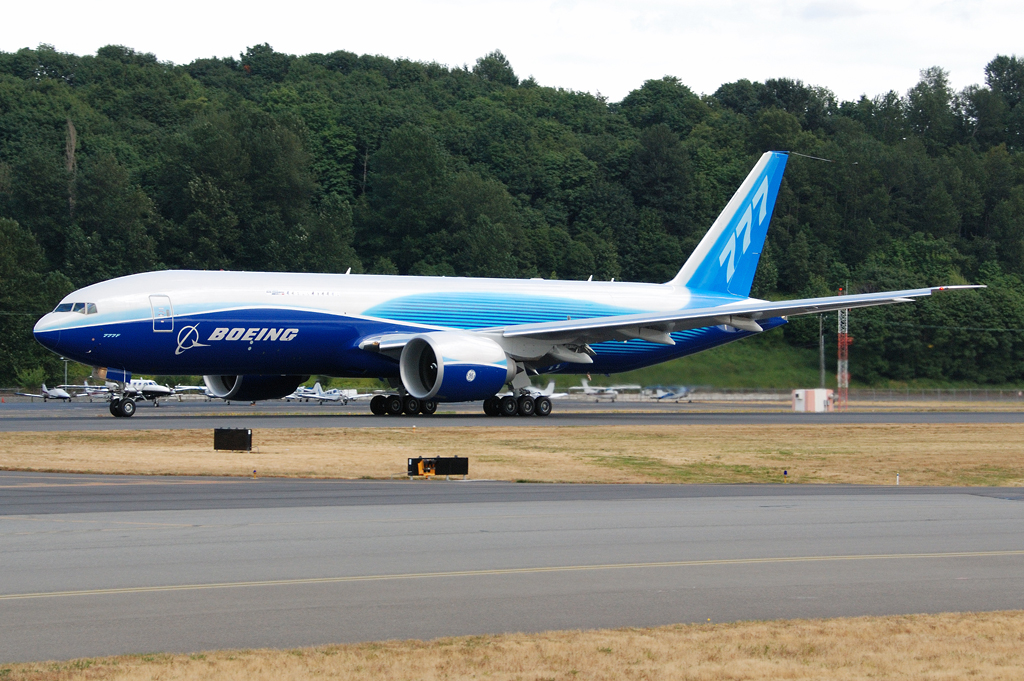